# BD+63 869
BD+63 869 — одиночная звезда в созвездии Большой Медведицы на расстоянии приблизительно 34 световых лет (около 10,5 парсек) от Солнца. Видимая звёздная величина звезды — +9,182m.
Вокруг звезды обращается, как минимум, одна планета.

## Характеристики
BD+63 869 — красный карлик спектрального класса M0V, или M0,5V, или M2. Масса — около 0,612 солнечной, радиус — около 0,595 солнечного, светимость — около 0,07 солнечной. Эффективная температура — около 3761 К.

## Планетная система
В 2020 году группой астрономов у звезды обнаружена планета HIP 48714 b.
В 2019 году учёными, анализирующими данные проектов HIPPARCOS и Gaia, у звезды обнаружена планета HIP 48714 c.